# Димитър Страшимиров
Димитър Тодоров Страшимиров е български историк на Българското възраждане, писател, педагог и обществен деятел.

## Биография
Роден е в големия български род Страшимирови в семейството на зидаря, преселник от Баня, Разложко, Тодор Страшимиров, на 20 декември 1868 г. във Варна. Брат на писателя Антон Страшимиров и левия политик Тодор Страшимиров. Завършва гимназия във Велико Търново (1886), следва литература и история в Берн и завършва с докторат по литературни науки в Берн (1893). През учебната 1894/1895 година е директор на Сярското българско четирикласно училище.
Активен деец е на Пловдивското дружество на Македоно-одринската организация, като до декември 1902 година е председател на настоятелството.
В 1911 година е избран за депутат в V велико народно събрание, а по-късно същата година и в XV обикновено народно събрание.
За периода 1927 – 1929 година е директор на Народния театър, а през 1930 – 1935 г. заместник-директор на Народната библиотека. Редактор е на сп. „Съвременник“ (1889 – 1890).
Публицист, автор на голям брой студии и статии, публикувани в „Българска сбирка“, „Мисъл“, „Искра“ и др. Сред по-важните му изследвания са „История на Априлското въстание“ в три тома (1907), „Любен Каравелов“ (1925), „Васил Левски. Живот, дела, извори“ (1929). Автор е на стихосбирката „Южни сонети“ (1894), на романа „Сред мрака“ (1912), на драмата „Врази“ (1912).
Умира в София на 2 март 1939 г.

## Памет
На Димитър Страшимиров е наречена улица в квартал „Витоша“ в София (Карта).

## Трудове на Димитър Страшимиров
- Страшимиров, Д. Христо Ботев като поет и журналист. Пловдив, 1897
- Страшимиров, Д. Чепино. 1897
- Страшимиров, Д. История на Априлското въстание. Т. I. Предистория. Пловдив, 1907
- Страшимиров, Д. История на Априлското въстание. Т. II. Приготовления. Пловдив, 1907
- Страшимиров, Д. История на Априлското въстание. Т. III. Въстание и пепелища. Пловдив, 1907
- Страшимиров, Д. Васил Левски. Живот, дела, извори (1929), преизд. 2012 от изд. Изток-Запад.
- Архив на Възражданието; Том I; Документи по политическото възраждание, София, 1908